# Старые Кузнецы
Старые Кузнецы  — деревня в Ржевском районе Тверской области. Входит в состав сельского поселения «Чертолино».

## География
Находится в южной части Тверской области на расстоянии приблизительно 29 км по прямой на запад от вокзала станции Ржев-Балтийский.

## История
Деревня была отмечена еще на карте Менде (состояние местности на 1848 год). В 1859 году здесь (тогда деревня Кузнецы Ржевского уезда Тверской губернии) было учтено 9 дворов, в 1939—21.

## Население
Численность населения: 73 человека (1859 год), 4 (русские 100 %) в 2002 году, 49 в 2010.